# Kirche der Stille
Kirche der Stille und Kapelle der Stille sind Bezeichnungen für Meditationskirchen, die der Meditation und Einkehr dienen. Obwohl meist auf Gottesdienste in  liturgischer Form verzichtet wird, werden die Kirchengebäude in der Regel nicht entweiht, sondern bleiben sakrale Räume.

## Deutschland
- Christophoruskirche (Altona), Hamburg, 1884 erbaut, 2007–2009 umgestaltet zum Nutzungskonzept mit dem Namen „Kirche der Stille“.
- Evangelisches Kirchenzentrum Kronsberg, Hannover, 1999–2000 erbaut, beherbergt seit 2014 das Projekt „Stadtkloster – Kirche der Stille“
- Kapelle der Stille, Osnabrück, seit 2014 Meditationsangebote[1]

## Finnland
- Kamppi-Kapelle, Helsinki, 2009–2012 am Narinkka-Platz im Stadtzentrum Helsinkis als „Kapelle der Stille“ erbaut